# Tomás Milián
 (mars 2017).
Si vous disposez d'ouvrages ou d'articles de référence ou si vous connaissez des sites web de qualité traitant du thème abordé ici, merci de compléter l'article en donnant les références utiles à sa vérifiabilité et en les liant à la section « Notes et références ».
Tomás Quintín Rodríguez, dit Tomás Milián, né le 3 mars 1933 à La Havane (Cuba) et mort le 22 mars 2017 à Miami (États-Unis), est un acteur et scénariste cubano-américano-italien,.
Milián est surtout connu, en Italie, comme étant un des protagonistes des films poliziotteschi (policiers) des années 1970 et 1980.
En Italie, doublé par la voix reconnaissable entre mille de Ferruccio Amendola, Milián est souvent identifié au rôle de Nico Giraldi, un policier romain aux méthodes peu courtoises, mais efficaces, et à Poubelle (Er Monnezza en VO), un petit voleur des quartiers ouvriers de Rome, parlant avec un fort accent romain.

## Biographie

### La Havane-New York-Spolète
Issu de la grande bourgeoisie cubaine, le jeune Tomas Rodriguez qui s'identifie à James Dean quitte Cuba pour les États-Unis trois ans avant la révolution castriste et après le suicide de son père, colonel de l'armée cubaine.

Après une année à l'université de Miami pour parfaire son anglais, le séduisant jeune homme passe six mois dans la marine puis passe le concours d'entrée de l'Actors Studio devant Elia Kazan, Lee Strasberg et Paul Newman : sur 3 000 candidats, il est un des deux reçus.

En 1958, il débute sur scène dans le rôle principal d'une pièce de Meade Roberts écrite pour lui, Maidens and Mistresses at Home at the Zoo. Son succès lui permet de participer à une émission de télévision. Il rencontre à cette occasion le compositeur italien Giancarlo Menotti, maître d'œuvre du prestigieux festival de Spolète. Celui-ci lui offre de s'y produire en vedette dans la pantomime de Jean Cocteau Le Poète et la Muse.

### Nouvelle Vague italienne
Dès lors que le néoréalisme s'éteint doucement dans la péninsule italienne - seul le militant Roberto Rossellini poursuivra dans cette veine -, le cinéma italien d'auteurs évolue dans une direction plus littéraire et moins naturaliste, vers une forme plus traditionnelle dont l'audace n'est pas exclue pourtant. Mauro Bolognini peut être considéré comme le plus parfait représentant de cette nouvelle voie, s'appuyant sur des scénarios magnifiques de Pier Paolo Pasolini.
Milian entame sa carrière cinématographique dans deux de leurs films, Les Garçons et Le Bel Antonio, et ceux qu'il tourne sous la direction de Francesco Maselli (Les Dauphins, Les Deux Rivales), Alberto Lattuada (L'Imprévu) et Franco Brusati (Le Désordre) se rattachent au même mouvement.

### Intellectuels et chiens fous
"Plus cynique, [Tomas Milian] n'a pas caché, quoique avec un léger remords rétrospectif, les raisons qui l'amenaient à "faire sa cour" [à Luchino Visconti] : il raconte comment, à la manière du Neveu de Rameau faisant le bouffon chez le financier Bertin, il s'ingéniait à divertir son hôte de la via Salaria : "Un jour, à table, on sert un fromage que [Visconti] aimait tout particulièrement, avec des vers longs comme des tagliatelles qui entraient et sortaient de tous les côtés. Je transformai alors en mon for intérieur l'expression romaine : "Qu'est-ce qu'il ne faut pas faire pour manger", en "Qu'est-ce qu'il ne faut pas manger pour avoir un rôle !" Mais comme je pensais en même temps : "Cette fois, je n'y arrive pas", Luchino ne peut pas croire que je sois assez raffiné pour ça, je suis sûr qu'il attend au contraire que je dise : "C'est dégoûtant", je dis : "C'est dégoûtant" et je le fis éclater de rire pendant que tous les autres, stupéfaits de ma rustrerie, me fixaient avec des yeux lourds de réprobation, un ver leur pendant encore au coin de la bouche…"
"Il me donna son amitié, dit encore l'acteur, une amitié qu'à vrai dire je ne méritais pas, parce que je ne pensais qu'à moi et à faire carrière. Certes Luchino ne s'intéressait pas à moi pour tenir des discussions intellectuelles sur tel ou tel livre. Il me voyait parce que je le divertissais - je suis Cubain, j'ai cet accent qui ressemble au génois - et parce que j'étais mignon. Et puis j'étais très fourbe, opportuniste… Et avec cela ingénu, et un peu ridicule : il riait de ce que je faisais, comme lorsque j'enfilai dans la poche de la seule veste potable que j'avais le porte-cigarettes en or très plat et très long qu'il m'avait offert et que, sans me rendre compte que c'était un porte-cigarettes de table, je me promenai tout fier avec ce splendide objet qui dépassait de deux bons centimètres et tombait par terre à peine je me baissais…"
Laurence Schifano, Visconti, les feux de la passion, Flammarion 1989
L'auteur phare de cette époque est Alberto Moravia, coscénariste des Dauphins et dont les romans inspirent Les Deux Rivales et plus tard L'Amour conjugal de Dacia Maraini. Parmi les autres scénaristes à succès de l'Italie des années 1960, outre Pasolini, figurent également Ennio De Concini (Les Dauphins, L'attico de Gianni Puccini) et Suso Cecchi D'Amico (Les Deux Rivales), collaboratrice régulière de Luchino Visconti. Par ailleurs, Tomas joue le mari de Romy Schneider dans le sketch Le Travail que Visconti adapte d'un conte de Maupassant, et apparaît (non crédité) dans le sketch La ricotta réalisé par Pasolini.
Dans la deuxième moitié de la décennie, l'acteur cubain travaille avec d'autres cinéastes italiens de grande réputation : Valerio Zurlini, Carlo Lizzani, Pasquale Festa Campanile, Liliana Cavani (Les Cannibales d'après Sophocle). Fréquemment, il donne la réplique à des acteurs issus de la Nouvelle Vague française : Jean-Claude Brialy, Gérard Blain, Jean-Paul Belmondo, Anna Karina, et côtoie le gotha du cinéma italien : Vittorio Gassman, Marcello Mastroianni, Claudia Cardinale, Alida Valli, Gina Lollobrigida, interprétant aussi bien des premiers rôles que des rôles de complément.

### Diversité
Très tôt Milian s'essaie au film de genre : film de guerre (Les Partisans attaquent à l'aube, Le Jour le plus court, Des filles pour l'armée), film du genre "Giallo"  (Jour après jour) et dans la comédie. Il figure aussi dans la superproduction L'Extase et l'Agonie du britannique Carol Reed et dans l'adaptation du  roman de Théophile Gautier Mademoiselle de Maupin par Mauro Bolognini.
À partir de 1966 commence un cycle fécond de westerns spaghettis signés notamment Sergio Sollima et Sergio Corbucci, où il est abonné aux rôles de Mexicains, avec pour partenaires des vedettes américaines telles que Lee Van Cleef, Jack Palance ou Telly Savalas, et d'autres stars du genre comme Franco Nero. Dans le thriller, Milian s'illustre au côté d'Ernest Borgnine, Henry Silva ou Joseph Cotten. Companeros et On m'appelle Providence d'une part, Le Coriace ou Bandits à Milan d'autre part consacrent un nouveau type de personnage, moins intellectuel et plus physique.
Parmi les curiosités de cette période, Un couple pas ordinaire, une comédie de Francesco Maselli avec Rock Hudson, The Last Movie de et avec Dennis Hopper, le film d'horreur La longue nuit de l'exorcisme de Lucio Fulci, dont la distribution comprend Florinda Bolkan et Irène Papas, ainsi que le giallo Folle à tuer du Français Yves Boisset où il donne la réplique à Marlène Jobert.
Ajoutons que Tomas Milian a épousé une italienne en 1968 (dont il aura un fils, Tommaso) et pris la nationalité italienne en 1969.

### Du flic en jean à Antonioni
En 1975, plus actif que jamais, Milian incarne pour la première fois le policier Nico Giraldi sous la direction - non dénuée d'humour - de Bruno Corbucci : la série des Squadra, puis Delitto, inaugurée avec Flics en jeans, comprend une dizaine de titres jusqu'en 1985 et permet au comédien de conquérir un public plus large ; en outre, elle lui donne pour partenaires notamment David Hemmings et Eli Wallach. Avec Bruno Corbucci, Tomas fait aussi une première incursion dans le péplum, genre alors en pleine déchéance, et succède à Terence Hill face à Bud Spencer dans la comédie Escroc macho et gigolo - dont il joue l'unique rôle-titre… Toujours dans le registre de la comédie populaire, il "affronte" Michel Serrault dans Le Coucou dont les dialogues sont signés Michel Audiard.
À l'opposé, Tomas Milian se souvient de ses débuts dans le cinéma d'auteur lorsqu'il s'illustre dans des œuvres plus ambitieuses : La Luna de Bernardo Bertolucci (1979) ou Identification d'une femme de Michelangelo Antonioni, où il incarne le cinéaste, seul fil conducteur de cette œuvre sibylline (1982), ou encore Manolesta de Pasquale Festa Campanile (1981).

### Retour en Amérique
À partir de 1985, Milian paraît le plus souvent dans des productions américaines marquantes. Si Le Roi David constitue un coup pour rien (le film échoue à relancer le péplum américain - il faudra attendre Gladiator de Ridley Scott pour cela - et Milian n'est pas crédité au générique), suivront Vengeance de Tony Scott (frère de Ridley), Cat Chaser d'Abel Ferrara, la comédie Coup de foudre et conséquences où il interprète le père de Salma Hayek, Amistad de Steven Spielberg, Havana de Sydney Pollack, JFK d'Oliver Stone, Traffic de Steven Soderbergh… L'acteur ne dédaigne pas pour autant la télévision - Deux flics à Miami, Equalizer, La Loi de Los Angeles, Arabesque, Oz… Sa dernière incursion dans un cinéma européen plus confidentiel remonte à 1986 : il incarnait Hérode dans la Salomé de Claude d'Anna.
Considéré comme un acteur hispanique de premier plan, Milian est le partenaire d'Andy Garcia dans The Arturo Sandoval Story sur le petit écran, et son interprète sur le grand dans The Lost City ; il donne par ailleurs la réplique à Isabella Rossellini dans La Fête au Bouc de Luis Llosa.

### Vie privée
Il épouse Rita Valletti (décédée en 2012) en 1964. Ensemble, ils ont un fils.

### Mort
Il meurt d'un accident vasculaire cérébral à Miami à l'âge de 84 ans.

## Filmographie

### Acteur de cinéma

#### Années 1960
- 1959 : Les Garçons (La notte brava) de Mauro Bolognini : Moretto
- 1960 : Le Bel Antonio (Il bell'Antonio) de Mauro Bolognini : Edoardo
- 1960 : Les Dauphins (I delfini) de Francesco Maselli : Alberto De Matteis
- 1961 : L'Imprévu (L'imprevisto) d'Alberto Lattuada : Thomas Plemian
- 1961 : Jour après jour (Giorno per giorno, disperatamente) d'Alfredo Giannetti : Dario
- 1961 : Laura nue (Laura nuda) de Nicolò Ferrari : Marco
- 1961 : Les Partisans attaquent à l'aube (Un giorno da leoni) de Nanni Loy : Gino Migliacci
- 1962 : La Bande Casaroli (La banda Casaroli) de Florestano Vancini : Gabriele Ingenis
- 1962 : Le Jour le plus court (Il giorno più corto) de Sergio Corbucci
- 1962 : Boccace 70 (Boccaccio '70), sketch Le Travail (Il lavoro) de Luchino Visconti : Le conte Ottavio
- 1962 : Le Désordre (Il disordine) de Franco Brusati : Bruno
- 1963 : La Mer à boire (Mare matto) de Renato Castellani : Efisio
- 1963 : L'Appartement du dernier étage (L'attico) de Gianni Puccini : Claudio
- 1963 : Rogopag (Ro.Go.Pa.G.), segment La ricotta de Pier Paolo Pasolini : Un centurion
- 1964 : Les Deux Rivales (Gli indifferenti) de Francesco Maselli : Michel
- 1965 : I soldi de Gianni Puccini : Bob
- 1965 : Meurtre à l'italienne (Io uccido, tu uccidi) : (segment "Il Plenilunio") de Gianni Puccini
- 1965 : Des filles pour l'armée (Le soldatesse) de Valerio Zurlini : Martino
- 1965 : L'Extase et l'Agonie (The Agony and the Ecstasy) de Carol Reed : Raphael
- 1966 : Mademoiselle de Maupin (Madamigella di Maupin) de Mauro Bolognini : D'Albert
- 1966 : Colorado (La resa dei conti) de Sergio Sollima : Cuchillo Sanchez
- 1967 : Tire encore si tu peux (Se sei vivo spara) de Giulio Questi : L'étranger métis
- 1967 : Les Tueurs de l'Ouest (El precio de un hombre) d'Eugenio Martín
- 1967 : Le Dernier face à face (Faccia a faccia) : Solomon Bennet dit « Beauregard »
- 1968 : Saludos hombre (Corri, uomo, corri) de Sergio Sollima : Cuchillo
- 1968 : Trois pour un massacre (Tepepa) de Giulio Petroni avec Orson Welles : Jesus Maria Moran dit « Tepepa »
- 1968 : Sentence de mort (Sentenza di morte) de Mario Lanfranchi : Albino
- 1968 : La Nuit du massacre (Crónica de un atraco) de Jesús Balcázar : Chino
- 1968 : Bandits à Milan (Banditi a Milano) de Carlo Lizzani : Inspecteur Basevi
- 1969 : Un couple pas ordinaire (Ruba al prossimo tuo) de Francesco Maselli : Roger
- 1969 : Dove vai tutta nuda? de Pasquale Festa Campanile : Manfredo
- 1969 : Liens d'amour et de sang (Beatrice Cenci) de Lucio Fulci : Olimpo Calvetti
- 1969 : O Cangaceiro de Giovanni Fago : Espedito

#### Années 1970
- 1970 : Les Cannibales (I cannibali) de Liliana Cavani : Emone
- 1970 : L'amore coniugale de Dacia Maraini : Silvio Pantaleo
- 1970 : Compañeros (Vamos a matar, compañeros) de Sergio Corbucci : El Vasco
- 1971 : La Victime désignée (La vittima designata) de Maurizio Lucidi : Stefano Argenti
- 1971 : The Last Movie de Dennis Hopper : Le prêtre
- 1972 : Le Coriace (L'uomo dalla pelle dura) de Francesco Prosperi : L'étranger
- 1972 : Far West Story (La banda J. & S. - Cronaca criminale del Far West) de Sergio Corbucci : Jed
- 1972 : La longue nuit de l'exorcisme (Non si sevizia un paperino) de Lucio Fulci : Andrea Martelli
- 1972 : On m'appelle Providence (La vita, a volte, è molto dura, vero Provvidenza?) de Giulio Petroni : Providence
- 1973 : Le Conseiller (Il consigliori) d'Alberto De Martino : Thomas Accardo
- 1973 : On remet ça, pas vrai Providence ? (Ci risiamo, vero Provvidenza?) d'Alberto De Martino : Providence
- 1974 : Brigade volante (Squadra volante) de Stelvio Massi : Ispettore Tommaso Ravelli
- 1974 : La Rançon de la peur (Milano odia: la polizia non può sparare) d'Umberto Lenzi : Giulio Sacchi
- 1975 : Folle à tuer d'Yves Boisset : Thompson
- 1975 : L'Accusé (La polizia accusa : il servizio segreto uccide) de Sergio Martino : Captain Sperli
- 1975 : Le Blanc, le Jaune et le Noir (Il bianco, il giallo, il nero) de Sergio Corbucci : Sakura
- 1975 : Les Quatre de l'apocalypse (I quattro dell'apocalisse) de Lucio Fulci : Chaco
- 1975 : Bracelets de sang (Il giustiziere sfida la città) d'Umberto Lenzi : Rambo
- 1976 : Les Féroces (Liberi armati pericolosi) de Romolo Guerrieri : le commissaire
- 1976 : Flics en jeans (Squadra antiscippo) de Bruno Corbucci : Nico Giraldi
- 1976 : Brigade spéciale (Roma a mano armata), d'Umberto Lenzi : Vincenzo Moretto, dit « Le Bossu »
- 1976 : Sexycon (40 gradi all'ombra del lenzuolo) de Sergio Martino, segment La Belle Jument : Cavaliere Marelli
- 1976 : Folies bourgeoises de Claude Chabrol : Le détective
- 1976 : La mort en sursis (Il trucido e lo sbirro) d'Umberto Lenzi : Poubelle
- 1977 : Nico l'arnaqueur (Squadra antitruffa) de Bruno Corbucci : Nico Giraldi
- 1977 : L'exécuteur vous salue bien (La banda del trucido) de Stelvio Massi : Poubelle
- 1977 : Le Fils du cheikh (Il figlio dello sceicco) de Bruno Corbucci : Luigi Panacchioni
- 1977 : Un flic très spécial (Squadra antifurto) de Bruno Corbucci : Nico Giraldi
- 1977 : Le Cynique, l'Infâme et le Violent (Il cinico, l'infame, il violento) d'Umberto Lenzi : Luigi Maietto dit « Le Chinois »
- 1977 : Messaline, impératrice et putain (Messalina, Messalina!) de Bruno Corbucci : Baba
- 1978 : Brigade antimafia (Squadra antimafia) de Bruno Corbucci : Nico Giraldi
- 1978 : Échec au gang (La banda del gobbo) d'Umberto Lenzi : Francesco Marazzi et Vincenzo Marazzi
- 1979 : Meurtre sur le Tibre (Assassinio sul Tevere) de Bruno Corbucci : Nico Giraldi
- 1979 : Brigade antigang (Squadra antigangsters) de Bruno Corbucci : Nico Giraldi
- 1979 : Qui a tué le président ? (Winter Kills) de William Richert : Frank Mayo
- 1979 : La luna de Bernardo Bertolucci : Giuseppe

#### Années 1980, 1990 et 2000
- 1980 : Crime à Milan (Delitto a Porta Romana) de Bruno Corbucci : Nico Giraldi
- 1980 : Uno contro l'altro, praticamente amici de Bruno Corbucci : Quinto Cecioni
- 1980 : Le Coucou (Il lupo e l'agnello) de Francesco Massaro : Er Cuculo
- 1981 : Manolesta de Pasquale Festa Campanile : Gino Quirino
- 1981 : Delitto al ristorante cinese de Bruno Corbucci : Nico Giraldi / Ciù Ci Ciao
- 1982 : Delitto sull'autostrada de Bruno Corbucci : Nico Giraldi
- 1982 : Identification d'une femme (Identificazione di una donna) de Michelangelo Antonioni : Niccolo
- 1982 : Monsignor de Frank Perry : Père Francisco
- 1983 : Comme un diable dans l'eau bénite (Il diavolo e l'acquasanta) de Bruno Corbucci : Manuel Marangoni
- 1983 : Escroc macho et gigolo (Cane e gatto) de B. Corbucci avec Bud Spencer : Tony Roma
- 1984 : Crime en Formule 1 (Delitto in Formula Uno) de Bruno Corbucci : Nico Giraldi
- 1985 : Pas folle, le flic (Delitto al Blue Gay) de Bruno Corbucci : Inspecteur Nico Giraldi
- 1985 : Le Roi David (King David) de Bruce Beresford : Akiss (non crédité)
- 1986 : Salomé de Claude d'Anna d'après Oscar Wilde : Hérode
- 1987 : Luci lontane d'Aurelio Chiesa (it) avec Laura Morante : Bernardo Bernardi
- 1989 : Le Roi blessé (Gioco al massacro) de Damiano Damiani : Clem Da Silva
- 1989 : Cat Chaser d'Abel Ferrara : Andres DeBoya
- 1990 : Vengeance (Revenge) de Tony Scott : Cesar
- 1990 : Havana de Sydney Pollack : Menocal
- 1991 : Money de Steven Hilliard Stern : Robert Zarra
- 1991 : JFK d'Oliver Stone : Leopoldo
- 1994 : Deux cow-boys à New York (The Cowboy Way) de Gregg Champion : Manny Huerta
- 1997 : Coup de foudre et conséquences (Fools Rush In) d'Andy Tennant : Tomas Fuentes
- 1997 : Amistad de Steven Spielberg : Calderon
- 2000 : The Yards de James Gray : Manuel Sequiera
- 2000 : Traffic de Steven Soderbergh : General Arturo Salazar
- 2001 : The Hire (épisode : Ambush de John Frankenheimer) : Passenger
- 2002 : Washington Heights d'Alfredo De Villa (en) : Eddie
- 2005 : Adieu Cuba (The Lost City) d'Andy Garcia : Don Federico Fellove
- 2005 : La Fête au Bouc (La Fiesta del chivo) de Luis Llosa : Rafael Trujillo
- 2014 : Fugly! (en) d'Alfredo De Villa (en) : Gramps

### Acteur de télévision
- 1958 : Decoy de Michael Gordon (TV) un épisode
- 1964 : L'uomo de Vittorio Cottafavi (TV)
- 1985 : Deux flics à Miami (Miami Vice) avec Don Johnson, Edward James Olmos (TV) un épisode
- 1985-1987 : Equalizer avec Edward Woodward (TV) deux épisodes
- 1988 : Una casa a Roma de Bruno Cortini (TV) : Fabrizio Oderisi
- 1990 : Voglia di vivere de Lodovico Gasparini (TV) : Tony
- 1990 : Drug Wars: The Camarena Story de Brian Gibson (feuilleton TV) : Florentino Ventura
- 1992 : Nails de John Flynn (TV) : Pedro Herrera
- 1992 : Frannie's Turn (en) (série TV) : Joe Escobar
- 1992 : Arabesque (TV) un épisode
- 1993 : Love, Honor & Obey: The Last Mafia Marriage de John Patterson (TV) : Joe Profaci
- 1993 : Bobby et Marilyn (Marilyn & Bobby: Her Final Affair), de Bradford May (téléfilm) : Carlo Rossi
- 1994 : The Burning Season de John Frankenheimer (TV) : Darli Alvez
- 1997 : Oz (TV) deux épisodes
- 2000 : Pour l'amour ou le pays (For Love or Country: The Arturo Sandoval Story) de Joseph Sargent (TV) : Sosa
- 2000 : New York, police judiciaire (TV) deux épisodes

### Scénariste
- 1978 : Échec au gang (La Banda del gobbo)